# Nelepsittacus
Nelepsittacus – rodzaj wymarłych ptaków z rodziny kakapowatych (Strigopidae). Okres ich istnienia datowany jest na wczesny miocen, 19–16 mln lat temu. Szczątki kopalne odnaleziono w regionie Otago na terenie Wyspy Południowej, u wybrzeży rzeki Manuherikia.
Nazwa rodzajowa członem Nele- nawiązuje do postaci Neleusa, zaś drugi jej człon -psittacus pochodzi od greckiego słowa psittakos oznaczającego papugę.
Do rodzaju należą trzy gatunki:
- Nelepsittacus minimus – gatunek typowy; 17 skamielin
- Nelepsittacus donmertoni – 60 skamielin
- Nelepsittacus daphneleeae – 6 skamielin

Odnaleziono łącznie 85 skamielin; dwie spośród nich reprezentują czwarty gatunek, jednakże jeszcze nieopisany. Kości skoku (tarsometatarsus) prezentują dwie unikatowe dla rodzaju cechy, jedna występuje także u przedstawicieli Nestor. Szerokość kości skokowej u nasady dalszej od ciała to około 30% jej długości.